# Pétroglyphes de Laxe das Rodas
Les pétroglyphes de Laxe das Rodas sont un ensemble de gravures rupestres datant de l'âge du bronze (environ 3 000 ans) situés sur le territoire de la commune de Muros dans la communauté autonome de Galice en Espagne,.
Ils ont été classés Bien d'intérêt culturel en 2011 (GA15053019).

## Description
Les pétroglyphes ont été réalisés sur un affleurement de granite. L'ensemble se compose de neuf figures, dont deux spirales et sept cercles concentriques avec de grandes cupules. La figure principale est constituée d'une spirale qui tourne vers la droite et d'une plus petite qui tourne vers la gauche ; les deux ont une rainure radiale. L'ensemble des deux spirales est entouré de 65 petits trous, connus en Galice sous le nom de coviña (ga).

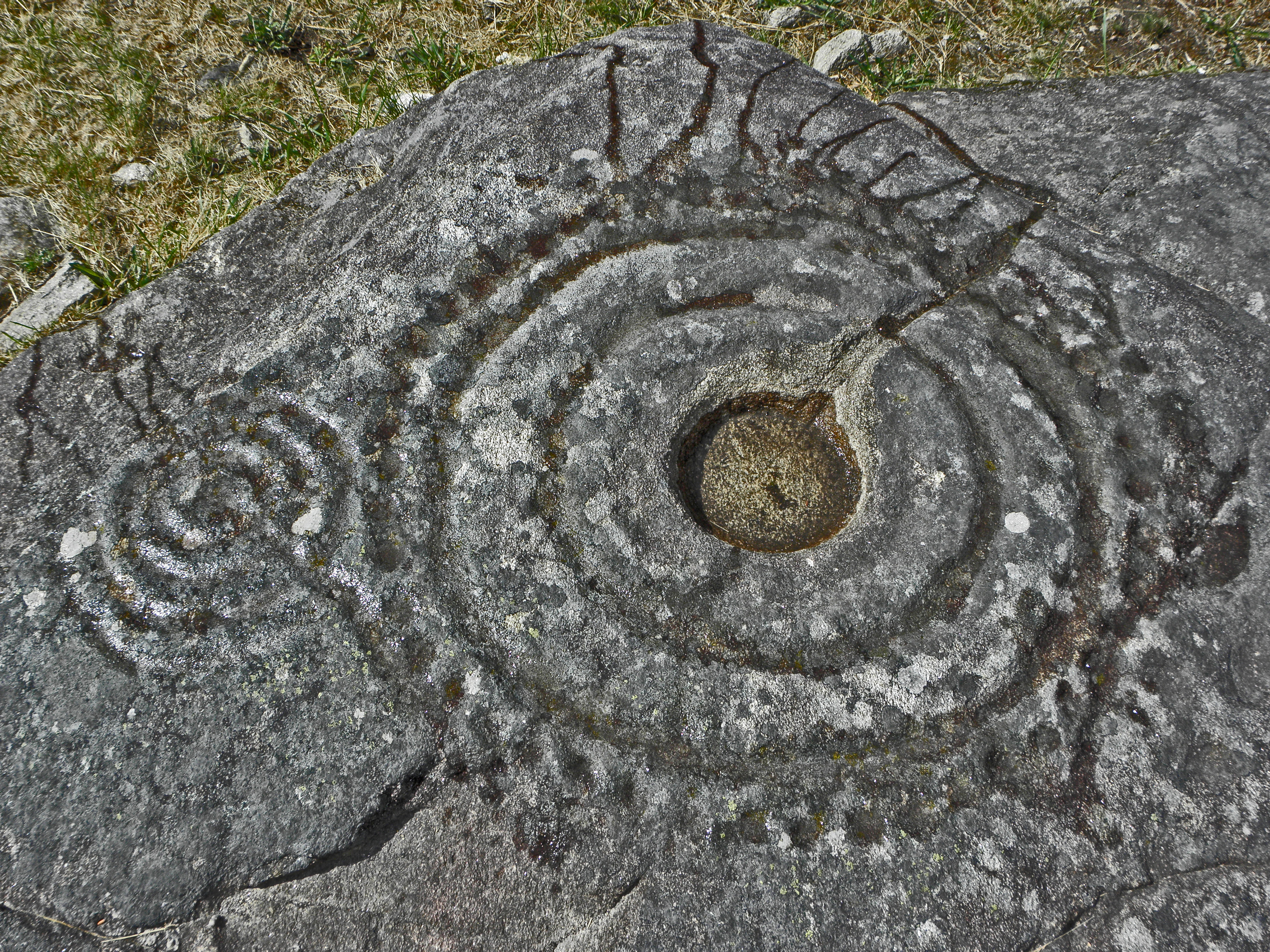
Cupule (Figure 2)

Un autre groupe (voir figure 2) est constitué de trois cercles concentriques autour d'une cupule et entourés de 40 coviñas, cupules beaucoup plus petites, avec six autres à l'extérieur. Depuis le centre, une ligne s'étend à travers les trois cercles, atteignant l'extérieur.
Laxe das Rodas a été interprété comme un calendrier (les deux spirales principales), un autel d'offrandes pour favoriser les bonnes récoltes, un ensemble de signes solaires ou de mort, ou de fertilité aquatique et lunaire.

## Galerie

Laxe de Rodas
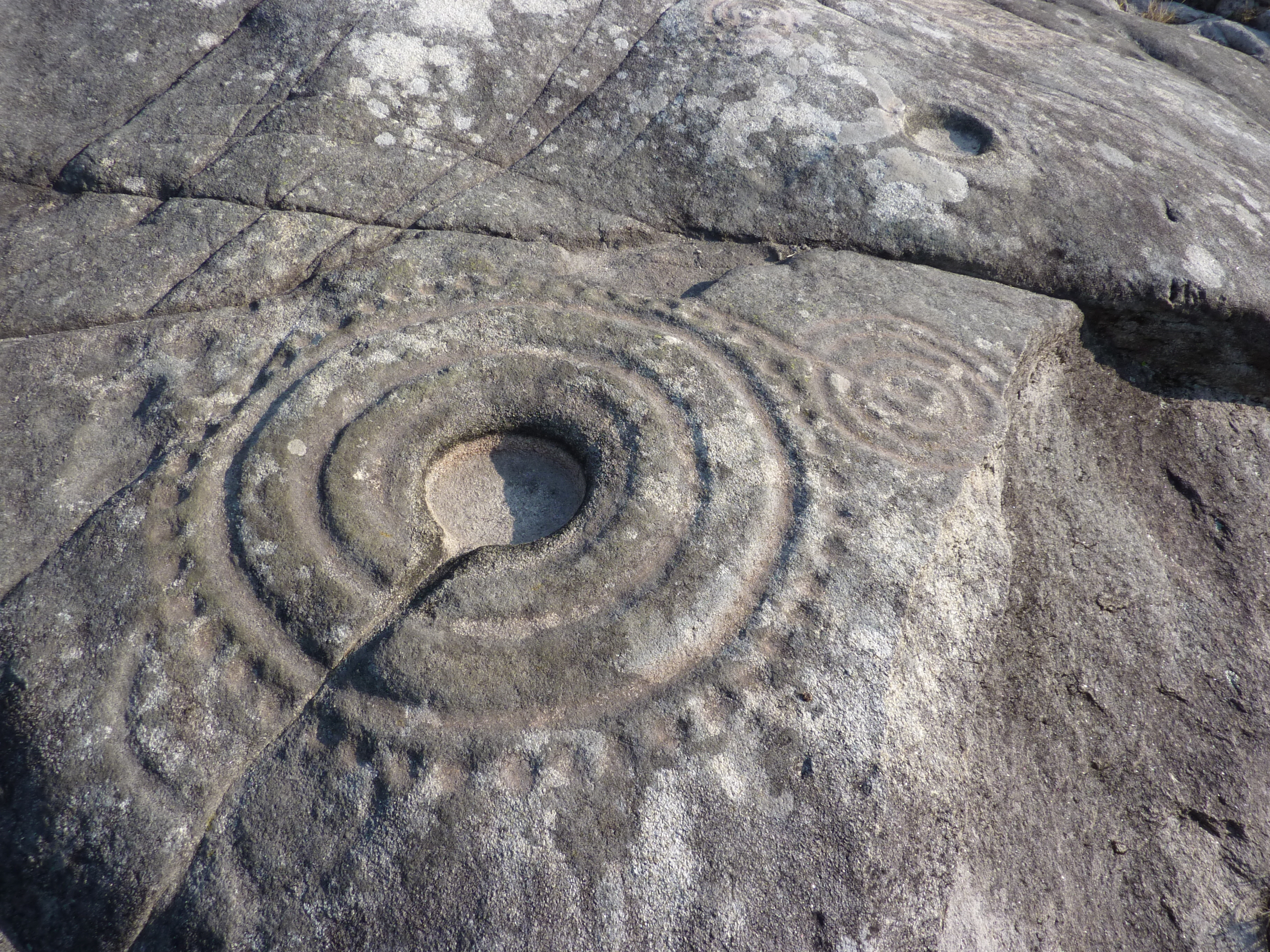